# Fridrichmethode

Kruis is opgelost

Onderste twee lagen zijn opgelost

Oriëntatie van de kubus compleet

De Fridrichmethode is de snelste manier om de onderste twee lagen van de Rubiks kubus (3x3x3) op te lossen. 
De methode is uitgevonden door Jessica Fridrich, professor aan de universiteit van Binghamton . Ze heeft de formules die voor deze methode nodig zijn bijna allemaal zelf bedacht. Met deze methode is het mogelijk om de kubus binnen 20 seconden op te lossen.

## Werking
Met de Fridrichmethode kunnen de onderste twee lagen van de Rubiks kubus opgelost worden in een zeer korte tijd. De Fridrichmethode bevat echter alleen de onderste twee lagen, dus er zijn andere manieren nodig om de bovenste lagen op te lossen, zoals 'OLL' of 'PLL'.
Om de kubus op te lossen met de Fridrichmethode is er ervaring met de kubus nodig en moet men hem al op de normale manier kunnen oplossen. 
Eerst maakt men een wit kruis en vervolgens maakt men de hoek en randblokken van dezelfde kleur aan elkaar en schuift men het in het witte kruis zodat men die hoek al heeft. Op deze manier worden alle vier de hoeken gedaan, waarmee in totaal tien seconden gemoeid is.